# 井上正瀧
井上 正瀧（いのうえ まさたき）は、下総国高岡藩の第8代藩主。
7代藩主・井上正紀の三男として生まれる。文化3年（1806年）12月7日、父の死去により家督を継ぐ。文化11年（1814年）11月1日、将軍・徳川家斉に拝謁する。同年12月16日、従五位下、筑後守に叙位・任官する。天保12年（1841年）11月24日、病気を理由に家督を長男の正域に譲って隠居し、如水と号した。
文久2年（1862年）1月24日、死去。享年63。

## 系譜
父母
- 井上正紀（父）
- 京 ー 井上正国の娘（母）

正室、継室
- 米 ー 大岡忠正の娘（正室）
- 香那 ー 大久保忠誠の娘（継室）

子女
- 井上正域（長男）生母は香那（継室）
- 井上正和（次男）生母は香那（正室）
- 永井直哉（五男）
- 大久保忠寿正室